# Judiska begravningsplatsen Kronoberg

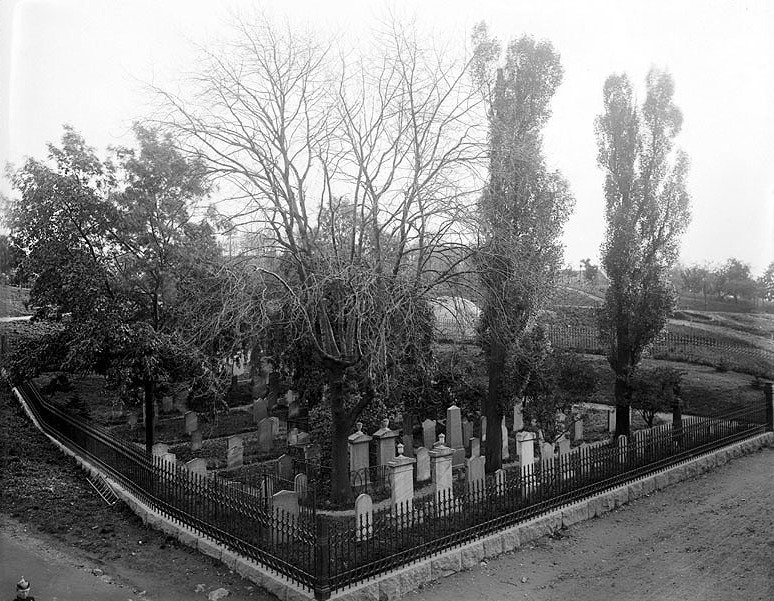
Begravningsplatsen i oktober 1907.

Judiska begravningsplatsen Kronoberg är en äldre begravningsplats som ligger vid det nordvästra hörnet av Kronobergsparken på Kungsholmen i Stockholm. Begravningsplatsen anlades 1787. Den sista begravningen ägde rum 1857. Begravningsplatsen har använts av den Judiska församlingen i Stockholm och är vilorum för 209 personer av judisk börd.
Begravningsplatsen skapades som en följd av oenighet inom stadens judiska invandrargrupp. Några av de cirka 150 medlemmarna ansåg att en av de ledande personerna i församlingen, Aaron Isaac, agerade alltför auktoritärt. De oppositionella beslöt att skaffa sig en egen begravningsplats, som inköptes i januari 1787. Ytan är cirka 1 100 kvadratmeter stor. Begravningsplatsen Kronoberg blev därmed den andra judiska begravningsplatsen i Stockholm. Elva år tidigare hade församlingen fått tillstånd att etablera sin första begravningsplats, Mosaiska begravningsplatsen Aronsberg.
Begravningsplatsens gjutjärnsstaket uppfördes åren 1905–1906.